# میخوش (فیلم)
میخوش (انگلیسی: Soursweet) یک فیلم در ژانر کمدی-درام به کارگردانی مایک نیوول است که در سال ۱۹۸۸ منتشر شد. از بازیگران آن می‌توان به کریگ فایربراس، جیم کارتر، سون-تک اوه، و سیلویا چانگ اشاره کرد.